# 斯威夫特 (阿拉巴馬州)
斯威夫特（英語：Swift）是一個位於美國阿拉巴馬州鮑德溫縣的非建制地區。該地的面積和人口皆未知。

## 地理
斯威夫特的座標為30°22′35″N 87°37′35″W / 30.376389°N 87.626389°W，而該地最高點為海拔高度7米（即23英尺）。